# Squadra tunisina di Fed Cup
La squadra tunisina di Fed Cup rappresenta la Tunisia nella Fed Cup, ed è posta sotto l'egida della Fédération Tunisienne de Tennis.
Essa partecipa alla competizione dal 1992 senza aver mai superato le fasi zonali.

## Organico 2011
Aggiornato ai match del gruppo III (2-7 maggio 2011). Fra parentesi il ranking della giocatrice nei giorni della disputa degli incontri.
- Nour Abbes (WTA numero 929)
- Ons Jabeur (WTA numero 1209)
- Sonia Daggou (WTA #)
- Sinead Lohan (WTA #)

## Ranking ITF
- Il prossimo aggiornamento del ranking è previsto per il mese di febbraio 2012.

| Irlanda nel Ranking ITF (aggiornata al 7 novembre 2011) |              |        |                            |
| Pos                                                     | Squadra      | Punti  | Gruppo                     |
| 72                                                      | Armenia      | 204.50 | Gruppo III - Europa/Africa |
| 73                                                      | Costa Rica   | 200.00 | Gruppo II - Americhe       |
| 74                                                      | Turkmenistan | 181.00 | Gruppo II - Asia/Oceania   |
| 75                                                      | Tunisia      | 150.00 | Gruppo III - Europa/Africa |
| 76                                                      | Montenegro   | 128.00 | Gruppo II - Europa/Africa  |
| 77                                                      | Malaysia     | 116.25 | Gruppo II - Asia/Oceania   |
| 78                                                      | Pakistan     | 113.00 | Gruppo II - Asia/Oceania   |